# Sorana
Sorana Paula Păcurar, conocida simplemente como Sorana, es una cantante y compositora rumana. Tras competir en el programa de talentos X Factor Romania, actuar en la telenovela O nouă viață y formar parte del supergrupo rumano Lala Band, publicó su primer sencillo, «Povești», en 2015 bajo el sello discográfico DeMoga Music. Más tarde, dejó su país natal para seguir una carrera musical, por lo que se mudó a Londres y más tarde a Los Ángeles. Su catálogo como compositora incluye los sencillos «Takeaway» (2019) de Chainsmokers, Illenium y Lennon Stella, «OMG What's Happening» (2020) de Ava Max, y «Heartbreak Anthem» (2021) de Galantis, David Guetta y Little Mix. Sorana también ha colaborado con artistas como Alan Walker, en su canción «Lost Control» (2018). En 2022, lanzó su primer sencillo con Atlantic Records, «Redrum», junto a Guetta.

## Discografía

### Como artista principal
| «Povești»                                                                                 | 2015 | —  | —  | —  | —  | Sencillo sin álbum |
| «Pijamale»                                                                                | 2015 | —  | —  | —  | —  | Sencillo sin álbum |
| «Hold Your Knite» (con Goldfish)                                                          | 2018 | —  | —  | —  | —  | Sencillo sin álbum |
| «Bubble Gum» (con VAX)                                                                    | 2018 | —  | —  | —  | —  | Sencillo sin álbum |
| «Jealous» (con Oliver Nelson y Tobtok)                                                    | 2018 | —  | —  | —  | —  | Sencillo sin álbum |
| «Drowning» (con Franklin y Digital Farm Animals)                                          | 2019 | —  | —  | —  | —  | Sencillo sin álbum |
| «Redrum» (con David Guetta)                                                               | 2022 | 10 | 26 | 18 | 13 | Sencillo sin álbum |
| «Karaoke»"                                                                                | 2022 | —  | —  | —  | —  | Sencillo sin álbum |
| «Wild Girls»                                                                              | 2022 | —  | —  | —  | —  | Sencillo sin álbum |
| «—» indica que el sencillo no alcanzó posición alguna o no fue lanzado en ese territorio. |      |    |    |    |    |                    |

### Como artista invitada
| «Curaj» (Adela Popescu con Sorana)                                                        | 2015 | — | —   | Sencillo sin álbum |
| «One On One» (Tujamo con Sorana)                                                          | 2017 | — | 167 | Sencillo sin álbum |
| «Rooftops (Aber)» (Tobtok con Sorana)                                                     | 2017 | — | —   | Sencillo sin álbum |
| «Oasis» (The Him con Sorana)                                                              | 2017 | — | —   | Sencillo sin álbum |
| «Enemy» (Sweater Beats con Sorana)                                                        | 2018 | — | —   | Sencillo sin álbum |
| «—» indica que el sencillo no alcanzó posición alguna o no fue lanzado en ese territorio. |      |   |     |                    |

### Otras canciones registradas
| Título                           | Año  | Posicionamiento en listas | Posicionamiento en listas | Posicionamiento en listas | Posicionamiento en listas | Posicionamiento en listas | Posicionamiento en listas | Posicionamiento en listas | Álbum           |
| Título                           | Año  | BEL (FL)                  | BEL (VAL)                 | EUA (Dance/ Elec.)        | NOR                       | SUE                       | SUI                       | TUR                       | Álbum           |
| -------------------------------- | ---- | ------------------------- | ------------------------- | ------------------------- | ------------------------- | ------------------------- | ------------------------- | ------------------------- | --------------- |
| «Lost Control» (con Alan Walker) | 2018 | —                         | —                         | 28                        | 3                         | 1                         | 21                        | 4                         | Different World |

## Créditos de composición
| Título                 | Año  | Artista(s)                                    | Álbum                  | Notas                |
| ---------------------- | ---- | --------------------------------------------- | ---------------------- | -------------------- |
| «Dream About My Face»  | 2015 | Antonia                                       | Sin álbum              | N/A                  |
| «Takeaway»             | 2019 | The Chainsmokers y Illenium con Lennon Stella | World War Joy / Ascend | N/A                  |
| «Be the One»           | 2019 | Jason Derulo                                  | 2Sides (Side 1)        | También como corista |
| «Outta Breath»         | 2019 | Hanna Ferm                                    | Sin álbum              | N/A                  |
| «OMG What's Happening» | 2020 | Ava Max                                       | Heaven & Hell          | N/A                  |
| «Trust Fall»           | 2021 | Bebe Rexha                                    | Better Mistakes        | N/A                  |
| «Heartbreak Anthem»    | 2021 | Galantis, David Guetta and Little Mix         | Between Us             | N/A                  |
| «Low Low»              | 2021 | WayV and NCT                                  | Sin álbum              | N/A                  |
| «Beg for You»          | 2022 | Charli XCX con Rina Sawayama                  | Crash                  | También como corista |